# Research Consortium On Nearby Stars
REsearch Consortium On Nearby Stars (ang. Konsorcjum badawcze pobliskich gwiazd – RECONS) – międzynarodowa grupa astronomów, założona w 1994 roku. Jej głównym celem są badania gwiazd położonych najbliżej Układu Słonecznego; początkowo były to obiekty znajdujące się w odległości do 10 parseków (32,6 lat świetlnych), lecz w roku 2012 zakres odległości badanych obiektów został zwiększony do 25 parseków (81,6 lat świetlnych). Projekt został powołany z myślą, iż dokładniejsze badania lokalnych układów gwiezdnych pozwolą na lepszą analizę układów gwiezdnych w całej Drodze Mlecznej.

## Ważniejsze odkrycia
Konsorcjum posiada prawa autorskie serii pt. The Solar Neighborhood które od 1994 roku ukazywały się w czasopiśmie The Astronomical Journal. Serie te zawierają obecnie ok. 40 różnych dokumentów. Opisano w nich następujące odkrycia:
- GJ 1061 – był to dwudziesty najbliższy znany układ gwiezdny, znajdujący się w odległości 11.9 lat świetlnych[2].

- Pierwszy dokładny pomiar odległości DENIS 0255-4700. Oddalony o 16.2 lat świetlnych, jest to najbliższy znany Brązowy karzeł typu widmowego L.[3]
- Odkrycie dwudziestu nieznanych wcześniej układów gwiezdnych w obrębie 10 parseków od Układu Słonecznego. Odkryte zostały one niezależnie od 8 układów gwiezdnych, zaobserwowanych w latach 2000-2005.[4]

RECONS jest wyraźnie wymieniony jako autor w gazetach przekazanych Biuletynowi Amerykańskiego Towarzystwa Astronomicznego od 2004 roku.
Oficjalna strona RECONS zawiera często cytowaną listę 100 najbliższych układów gwiezdnych. Lista ta jest aktualizowana wraz z nowymi odkryciami. Wykaz wszystkich wartości paralaks RECONS jest dostępny, podobnie jak wszystkie dokumenty z serii Sąsiedztwo Układu Słonecznego oraz Filmy RECONS autorstwa Adrica Riedel'a – ilustrują one dane z bazy danych zwanej RECONS 25 Parseków.

## Członkowie
Todd J. Henry z Uniwersytetu Georgia jest założycielem i dyrektorem konsorcjum. Inni ważniejsi astronomowie zaangażowani w projekt to m.in. Wei-Chun Jao (GSU), John Subasavage (USNO-Flagstaff), Charlie Finch (USNO-DC), Adric Riedel (Cal Tech), Sergio Dieterich (Carnegie), Jennifer Winters (Harvard-Smithsonian CfA), oraz Phil Ianna (Uniwersytet Virginia).